# Sancha (köpinghuvudort i Kina, Shaanxi, lat 33,84, long 106,67)
Sancha är en köpinghuvudort i Kina. Den ligger i provinsen Shaanxi, i den nordvästra delen av landet, omkring 210 kilometer väster om provinshuvudstaden Xi'an. Antalet invånare är 5 512. Befolkningen består av 2 476 kvinnor och 3 036 män. Barn under 15 år utgör 14,0 %, vuxna 15-64 år 77 %, och äldre över 65 år 8,0 %.
Runt Sancha är det ganska glesbefolkat, med 23 invånare per kvadratkilometer. Närmaste större samhälle är Fengzhou, 15,2 km norr om Sancha. I omgivningarna runt Sancha växer i huvudsak blandskog.
Genomsnittlig årsnederbörd är 937 millimeter. Den regnigaste månaden är juli, med i genomsnitt 204 mm nederbörd, och den torraste är december, med 2 mm nederbörd.